# Всё будет хорошо (песня)
«Всё будет хорошо» (известная также как «Всё будет хорошо (Ла-ла-ла)») — песня российского певца Мити Фомина, написанная Алексеем Романоф и Александром Сахаровым. Композиция была выпущена как третий сингл из дебютного альбома певца «Так будет».

## История композиции
14 июня 2010 года песня была выпущена на радио в странах СНГ, через систему Tophit. Позже прошёл цифровой релиз сингла.
Так же была выпущена в цифровом формате и ротационом английская версия песни под названием «Ok!».

## Коммерческий успех
«Всё будет хорошо» дебютировала на 24 позиции российского радиочарта ровно неделю после релиза, 21 июня 2010 года. В итоге песня достигла третьего места в чарте. В московском радиочарте песня достигла 2-го места. Лидировать песне удалось в питерском радиочарте. В чарте цифровых треков сингл достиг 3-го места. Сингл занял 18-е место в чарте ринг-бэк тонов в России за 2011 год, по информации компании 2М и Lenta.ru.
Также песне удалось возглавить хит-парад «Золотой граммофон»; 4 декабря 2010 года песня получила статуэтку граммофона за 22 недели в чарте.
Согласно данным сайта «Мобильный контент», песня вошла в список самых продаваемых mp3-треков на крупнейших украинских порталах Киевстар и Djuice. «Всё будет хорошо» заняла 4-е место в списке самых продаваемых треков за 2010 год.

## Видеоклип
Клип снимался на Средиземном море в акватории четырёх греческих островов: Родос, Миконос, Андрос и в городе Халкида острова Эвбея. Снято было две версии видеоклипа: русскоязычная и англоязычная. Режиссёром клипа выступил впервые сам артист.
Презентация видеоклипа прошла в одном из столичных заведений, куда Митю пришли поздравить с этим событием его коллеги по сцене.
Ротация клипа началась в середине июня 2010 года; англоязычная версия песни в российскую ротацию не попала.

## Список композиций
- Радиосингл[10]

| №  | Название           | Автор(ы)             | Длительность |
| -- | ------------------ | -------------------- | ------------ |
| 1. | «Всё будет хорошо» | А.Романоф, А.Сахаров | 3:48         |
| 2. | «Ok!»              | А.Романоф, Д.Фомин   | 3:50         |

- Цифровой сингл[11][12]

| №  | Название           | Автор(ы)             | Длительность |
| -- | ------------------ | -------------------- | ------------ |
| 1. | «Всё будет хорошо» | А.Романоф, А.Сахаров | 3:48         |
| 2. | «Ok!»              | А.Романоф, Д.Фомин   | 3:50         |

## Чарты
| Чарт                            | Высшая позиция |
| ------------------------------- | -------------- |
| Российский радиочарт            | 3              |
| Московский радиочарт            | 2              |
| Питерский радиочарт             | 1              |
| Украинский радиочарт            | 6              |
| Киевский радиочарт              | 5              |
| Латвийский радиочарт            | 42             |
| Российский чарт цифровых треков | 3              |
| Золотой Граммофон               | 1              |

| Чарт (2010)                            | Высшая Позиция |
| -------------------------------------- | -------------- |
| Годовой общий радиочарт                | 22             |
| Годовой Питерский радиочарт            | 44             |
| Годовой Московский радиочарт           | 42             |
| Годовой Киевский радиочарт             | 118            |
| Чарт (2011)                            | Высшая Позиция |
| Годовой Киевский радиочарт             | 72             |
| Годовой Украинский радиочарт           | 54             |
| Годовой Российский чарт ринг-бэк тонов | 18             |
| Чарт (2012)                            | Высшая Позиция |
| Годовой Российский радиочарт           | 131            |
| Годовой Московский радиочарт           | 165            |